# کلر (واشینگتن)
کلر (به انگلیسی: Keller) یک منطقهٔ مسکونی در ایالات متحده آمریکا است که در شهرستان فری، واشینگتن واقع شده‌است. کلر ۲۴٫۶ کیلومتر مربع مساحت و ۲۳۴ نفر جمعیت دارد و ۴۵۶٫۹ متر بالاتر از سطح دریا واقع شده‌است.